# Бернхард, Джек
Джек Бернхард (англ. Jack Bernhard; 28 ноября 1914 — 30 марта 1997) — американский режиссёр кино и телевидения середины XX века.
Бернхард поставил более всего известен своими фильмами нуар о роковых женщинах — «Западня» (1946) и «Ледяная блондинка» (1948). Он также поставил такие фильмы, как «Преследуемая» (1948), «Неизведанный остров» (1948), «Свидание с убийцей» (1949), «Патруль на Аляске» (1949) и «Второе лицо» (1950).

## Биография
Джек Бернхард родился 28 ноября 1914 года в Филадельфии, Пенсильвания, в семье сценариста и продюсера британского происхождения Джеффри Бернерда (англ.  Jeffrey Bernerd).
Бернард начал свою кинокарьеру в 1938 году в качестве ассистента режиссёра на студии Universal Pictures. Во время Второй мировой войны Бернхард служил в Великобритании, а после окончания войны вернулся в Голливуд, где стал работать режиссёром на студиях «бедного ряда».
По словам историка кино Хэла Эриксона, «большую часть своей карьеры Бернхард работал с фильмами категории В». К числу наиболее значимых картин Бернхарда критик отнёс фильмы «Западня» (1946), «Свидание с убийством» (1948) и «Поиски опасности» (1948).
В фильме нуар «Западня (1946)» сюжет вращается вокруг алчной роковой красавицы (Джин Гилли), которая любыми средствами, вплоть до воскрешения из мёртвых своего казнённого любовника-гангстера, стремиться добраться до похищенных и спрятанных им денег. Современные критики высоко ценят картину, главным образом, благодаря созданному Гилли классическому образу роковой женщины. В частности, историк кино Деннис Шварц назвал картину «мрачным по атмосфере, бессвязным фильмом нуар, который изобилует сюжетными нестыковками». Главным же достоинством фильма, по мнению Шварца, «стала зловещая игра британской дебютантки Джин Гилли», создавшей образ «абсолютной роковой женщины, которая использует мужчин и даже насилие, чтобы достичь своих целей». По словам Шварца, «Гилли — одна из самых беспощадных роковых женщин в истории фильмов нуар». Историк кино Алан Силвер также отметил, что «хотя в сюжете и есть несогласованности», тем не менее он знаменателен «увлекательной игрой британской актрисы Джин Гилли в роли самой жестокой и коварной роковой женщины в нуаровом цикле вплоть до появления Энни Лори Старр в „Без ума от оружия“ (1950)» . По словам киноведа Артура Лайонса, этот забытый в течение многих лет, «несгибаемый дешёвый фильм нуар студии Monogram» выделяется «сногсшибательной, хладнокровной игрой британской актрисы Гилли». Гленн Эриксон пишет, что «фильм поражает своей странной смесью мелодрамы, приёмов крутой бульварной литературы и неконтролируемого садизма», а по уровню насилия для 1946 года он был тем же, что и «Криминальное чтиво» — для 1994 года. По мнению Эриксона, «история увлекательная и движется в быстром темпе, однако актёрский состав из преимущественно неизвестных актёров указывает на то, что это фильм категории В». И несмотря на то, что «сценарий и не плох, торопливая режиссура часто ставит актёров в неловкую ситуацию». Подводя итог, критик пишет, что хотя «этот смертельно серьёзный триллер и смотрится сегодня старомодно, тем не менее он всё равно доставляет наслаждение».
В 1948 году Бернхард поставил ещё один нуар о роковой женщине «Ледяная блондинка» (1948). Фильм рассказывает о репортёре светской хроники Клэр Каммингс (Лесли Брукс), внешне привлекательной, но неумеренно амбициозной и аморальной женщине, которая с помощью браков пытается проложить себе путь к богатству и власти, сохранив при этом связь со своим любовником, спортивным обозревателем Лесом Бёрнсом (Роберт Пейдж). Однако после того, как Клэр убивает первого мужа-миллионера и второго мужа-сенатора, подставляя в последнем преступлении Леса, группе его коллег совместно с психиатром удаётся раскрыть её преступления. Деннис Шварц описал картину как «малый фильм нуар о бессердечной роковой женщине, которая не только обманывает, но и убивает». По словам киноведа, «Бернхард сохранил в фильме странность романа Уитни Чемберса», перенеся на экран «образ безжалостно холодной и безумной роковой женщины в исполнении Лесли Брукс» ..Дэвид Хоган охарактеризовал ленту, как «снятый в скупых декорациях триллер о „чёрной вдове“», далее отметив, что хотя «в сценарии нет ничего особенного, тем не менее, фильм отличается прямотой воздействия и живой игрой исполнительницы главной роли», и, кроме того, «доставляет наслаждение крайней нелогичностью» в построении некоторых сюжетных поворотов. По мнению Джонсона, «постановке серьёзно повредил низкий бюджет, хотя режиссёр Джек Бернхард и оператор Джордж Робинсон всё-таки смогли дать несколько неожиданных интересных ракурсов». Джефф Майер напомнил о том, что «из-за малого бюджета финансовые риски от производства фильмов категории В в 1940-е годы были сравнительно невелики, и потому сценаристы и режиссёры таких фильмов практически не испытывали вмешательств в свою работу со стороны руководителей студий», что «позволяло им делать фильмы, более смелыми в плане тематики и создаваемых образов». Свидетельством этого, по мнению Майера, стала и «Ледяная блондинка», которая «хотя и сходна, по крайней мере, тематически, с такими фильмами, как „Двойная страховка“ (1944) и „Это убийство, моя милочка“ (1944), однако (в плане смелости) идёт дальше них». По словам Артура Лайонса, в плане показа своего основного персонажа фильм «был необычным и бессердечным даже для насыщенных роковыми женщинами 1940-х годов, и, вероятно, стал предвестником нуаровых картин о психопатических убийцах 1950-х годов». Майер отметил, что он «предвосхитил сходные пост-нуаровые фильмы 1980-90-х годов, такие как „Чёрная вдова“ (1987) и „Последнее соблазнение“ (1994)».
Ещё одним памятным нуаром Берхарда стал фильм «Преследуемая» (1948), в котором детектив полиции Джонни Саксоне (Престон Фостер) арестовывает свою подружку, талантливую фигуристку Лору Мид (Белита), по обвинению в ограблении, в котором, как выясняется позднее, она не виновна. После её выхода из тюрьмы Джонни продолжает внимательно наблюдать за Лорой, помогая ей получить жильё и работу, а затем возобновляя с ней роман, но последующее убийство бывшего адвоката Лоры и её бегство заставляет Джонни начать на Лору настоящую охоту. Лайонс указывает, что «фильм рассказывает о копе, который одержим своей бывшей подружкой, предвосхищая тему сталкеров, которая станет более чем знакомой по новостным заголовкам сорок лет спустя». Он также отмечает, что «известный своими крутыми романами Стив Фишер написал сценарий этого фильма, поразительный с точки зрения невероятности истории, а также сентиментальной склонности всех всё прощать и забывать». По мнению Майкла Кини, «фильм не так хорош, как это может показаться, исходя из истории».
В том же году Бернхард выступил режиссёром ещё одного фильма нуар «Свидание с убийцей» (1949). Это второй из трёх фильмов о Соколе, произведённых дешёвой кинокомпанией Film Classics Productions. В этой картине образ частного детектива Майкла Уоринга, известного как Сокол, создаёт профессиональный фокусник Джон Калверт. Работая на страховую компанию, Сокол направляется из Голливуда в Италию в поисках пары украденных картин. Затем в Лос-Анджелесе он сходится с привлекательной Лоррейн (Кэтрин Крейг), которая работает арт-куратором и, возможно, связана с этими кражами, а также с эрудированным международным преступником Нортоном Бенедиктом (Джек Рейтцен). Единственной претензией к фильму, по мнению историка кино Хэла Эриксона, является лишь то, что «он слишком амбициозен для своего крохотного бюджета». В том же году Бернхард поставил ещё один и последний детектив с Соколом — «Поиски опасности» (1949). В этом фильме фокусник Джон Калверт в роли обходительного частного сыщика разыскивает одного из владельцев ночного клуба, похитившего крупную сумму у своих партнёров, а затем расследует два последовавших загадочных убийства. По мнению Хэла Эриксона, «детективная составляющая фильма хорошо проработана с достаточно неожиданной развязкой».
Бернхард также работал над фильмами в других жанрах, в частности поставил, фантастический приключенческий фильм о динозаврах «Неизведанный остров» (1949). По мнению историка кино Крейга Батлера, это была «дешевая подделка по „Кинг-Конга“ (1933), „Затерянный мир“ (1925) или любой другой фильм с динозаврами или другими невероятными огромными существами. Спецэффекты плохие; бронтозавры двигаются рывками и неубедительно, а тираннозавров и ленивцев явно играют люди в очень плохих резиновых костюмах. Сценарий написан шаблонно, и в фильме нет ничего неожиданного». Так что если вы не юный любитель приключений или «страстный фанат такого рода фильмов, вам его лучше не смотреть».
Другими заметными фильмами режиссёра стали «сильно рассказанная в полу-документальном стиле шпионская драма „Патруль на Аляске“ (1949)», которая, по мнению Хэла Эриксона, «стала одним из лучших фильмов режиссёра», а также психологическая романтическая драма студии Eagle-Lion «Второе лицо» (1950), о женщине, размышляющей о своей жизни после автокатастрофы, изуродовавшей её внешность. Фильм отличался неожиданно сильным актёрским составом, включавшим Эллу Рейнс, Брюса Беннетта и Риту Джонсон.
Помимо режиссуры, Бернхард также писал сценарии и работал продюсером, в том числе, продюсировал многие из своих фильмов.
Уйдя из киенматографа, в середине 1950-х годов Бернхард поставил несколько спектаклей в Театре Пасадины, Калифорния.

## Личная жизнь
Во время службы в Великобритании во время Второй мировой войны Бернхард женился на британской актрисе Джин Гилли. В 1947 году они развелись, а в 1949 году она умерла.
В 1947 году Бернхард женился на актрисе Викки Лестер, с которой прожил вплоть до своей смерти в 1997 году.

## Смерть
Джек Бернхард умер 30 марта 1997 года в Беверли-Хиллз, Калифорния.

## Фильмография
- 1938 — Личный секретарь / Personal Secretary — помощник режиссёра (в титрах не указан)
- 1938 — Пропавший гость / The Missing Guest — помощник режиссёра (в титрах не указан)
- 1938 — Медсестра из Бруклина / Nurse from Brooklyn — помощник режиссёра (в титрах не указан)
- 1938 — Тайна присяжных / The Jury’s Secret — помощник режиссёра (в титрах не указан)
- 1940 — К Востоку от Карсон-Сити / West of Carson City — сценарист
- 1941 — Монстр, рожденный людьми / Man Made Monster — помощник продюсера
- 1941 — Остров ужасов / Horror Island — помощник продюсера
- 1942 — Странное дело доктора Rx / The Strange Case of Doctor Rx — помощник продюсера
- 1942 — Сомкнутые губы / Sealed Lips — помощник продюсера
- 1946 — Как по маслу / Smooth as Silk — помощник продюсера
- 1946 — Западня / Decoy — режиссёр, продюсер
- 1946 — Возлюбленная из Сигма Чи / Sweetheart of Sigma Chi — режиссёр
- 1947 — Насилие / Violence — режиссёр, продюсер
- 1948 — Опасные воды / Perilous Waters — режиссёр
- 1948 — Свидание с убийцей / Appointment with Murder — режиссёр, продюсер
- 1948 — Преследуемая / The Hunted — режиссёр
- 1948 — Неизведанный остров / Unknown Island — режиссёр
- 1948 — Ледяная блондинка / Blonde Ice — режиссёр
- 1949 — Патруль на Аляске / Alaska Patrol — режиссёр
- 1949 — Поиски опасности / Search for Danger — режиссёр
- 1949 — Театр у камина / Fireside Theatre — режиссёр, продюсер (телесериал, 1 эпизод)
- 1950 — Второе лицо / The Second Face — режиссёр